# Hagai Levi
Pour les articles homonymes, voir Levi.
Hagai Levi (en hébreu : חגי לוי), né le 2 juillet 1963 à Sha'alvim (Israël), est un scénariste, réalisateur, producteur et critique israélien, lauréat du Golden Globe pour avoir co-créé et coproduit le drame télévisé The Affair avec Sarah Treem.

## Biographie
Hagai Levi naît au kibboutz Sha'alvim dans une famille religieuse et est l'aîné de six frères et sœurs. Son frère cadet, Yishai, est tué au Liban en janvier 1990 au cours d'une bataille au pied de la forteresse de Beaufort.
Il est le petit-fils du musicologue juif italien Leo Levi (1912–1982) et de l'écrivain ultra-orthodoxe Yocheved Segal (he) (7 novembre 1910 - 8 septembre 2006), auteure de la série de livres « C'est ce que nos sages ont fait (he) » (כה עשו חכמינו).
Au début des années 1980, pendant son service militaire, Hagai Levi se remet en question et quitte le kibboutz (yetsiá bisheilá (en)) (יציאה בשאלה).
Levi est diplômé du Département de psychologie et de philosophie de l'Université Bar-Ilan et du Département de cinéma et de télévision de l'université de Tel Aviv.
Pendant ses études cinématographiques, il commence à écrire sur le cinéma dans le journal Hadashot, et jusqu'en 2003, il a été critique de cinéma dans ce journal, ainsi que dans Zaman Tel Aviv et dans Ha'ir (en). Il a enseigné la scénarisation et la réalisation à l'Université de Tel Aviv, à l'école d'art Camera Obscura et à l'école de cinéma et télévision Sam Spiegel (en).
En 1993, il écrit et réalise son premier long métrage Neige en août (he) avec Rami Heuberger et Abigail Arieli (he), qui a été nommée pour le prix Ophir de la meilleure actrice pour son rôle dans le film.
Il a créé la série en dix épisodes Our Boys (2019) pour laquelle il a aussi écrit cinq épisodes, et en 2021, Scenes from a Marriage, un remake des  Scènes de la vie conjugale d'Ingmar Bergman.

## Filmographie

### Télévision

#### Création
- 2005-2008 : BeTipul (בטיפול)
- 2014-2019 : The Affair
- 2019 : Our Boys

#### Producteur
- 2005-2008 : BeTipul (בטיפול)
- 2008-2021 : En analyse (In Treatment)
- 2014-2019 : The Affair
- 2021 : Scènes de la vie conjugale (Scenes from a Marriage)

#### Réalisateur
- 2005-2008 : BeTipul (בטיפול)
- 2009 : En analyse (In Treatment) - 2 épisodes
- 2021 : Scènes de la vie conjugale (Scenes from a Marriage) - 5 épisodes

## Récompenses et distinctions
- Golden Globes 2015 : Meilleure série dramatique pour The Affair (2014-2019)